# Hanakuma Júszaku
Hanakuma Júszaku (花くまゆうさく; Hepburn: Hanakuma Yusaku; Tokió, 1967. –) japán mangaka, illusztrátor, filmrendező és újságíró. 

## Élete
Hanakuma 1967-ben született Tokió Kita kerületében. Egy lakótelepen nőtt fel. Középiskolás évei alatt az underground kultúra iránt kezdett érdeklődni, olyan magazinok olvasása révén, mint a Bikkuri House (ビックリハウス) és a Garo. A Csijoda Művészeti Szakközépiskolába, majd a Setsu Mode Seminar művészeti iskolába járt.
Harcművészet-rajongó és önmaga is fekete öves BJJ harcművész. A kamipro, japán harcművészetekkel és birkózással foglalkozó magazinnál, annak 2011-es megszűnéséig saját rovatot vezetett.

## Munkássága
A középiskola harmadik évében Josikazu Ebiszu mangái inspirálták és elhatározta, hogy mangarajzoló lesz. Első képsorát 18 évesen publikálta a Futabasha kiadónál.  Érettségi után beiratkozott a Sindzsukuban található Setsu Mode Seminar képzőművészeti iskolába. Első önálló műve, a Noradzsin (野良人) 1993-ban jelent meg a Garo magazinban. Tanulmányainak fontos részét képezte munkája Suzy Amakane stúdiójában, ahol asszisztensként dolgozott. Amakane művészeti stílusa, amiben az aranyos rajzokat abszurd és gyakran erőszakos történetekbe ágyazta, jelentős hatással volt rá is. 

## Stílus
Illusztrációira és mangáira jellemző a heta-uma stílus. A heta-uma mellett többször említik a garo mangakák között. A garo egy független stílus, amit a közkedvelt mangáktól eltérően önerőből publikálnak és inkább underground magazinokban jelennek meg (pl. AX, Garo, IKKI stb.).
Képregényein és illusztrációin a szöveg írottan és nem nyomtatva jelenik meg.
Két fő megjelenítési módja közül egyik, amiben főképp a sötét tónusok dominálnak, ezzel a képregényeiben és mangáiban találkozhatunk inkább. Illetve az ezzel tökéletes ellentétben álló, amikor játékos, széles színskála jellemzi. 
Első képregényének két főszereplője annyira szívéhez nőtt, hogy jelenlegi illusztrációinak is ők a főszereplői. Az IT-ban és a Tokyo Zombie-ban is megjelennek, mint Micuó, a kopaszodó dzsiúdzsicu mester, illetve az afrofrizurás Fudzsió, akik mai napig a történetei nagyobb százalékát teszik ki.

## Feldolgozások
A Tokyo Zombie című mangáját, ami az AX -alternative manga- magazin első számában jelent meg, 2005-ben megfilmesítették.

## Díjak
- 1994.  2. Garo Nagai Katsuichi-díj a Crazy Thunder Rotor (狂い咲きサンダーロートル) mangájáért [1]
- Weekly Young Magazine Gag Grand Prix-díj
- Genkosha 13. The Choice kiválósági-díj

## Kiállítások
- Stranger Town, Amerikai Egyesült Államok, New York, Dinter Fine Art  2005.[2]
- Frédéric magazine 3 exhibition, Franciaország, Párizs, Arts Factory 2009. [3]
- Arts Factory 20 Ans! 1996-2016, Franciaország, Párizs, Arts Factory 2016. [4]

## Megjelent művei

### Könyvek
- Norahito (野良人), Serindo, 1995, ISBN 978-4792602598.
- Szaruszukui (サルすくい), Magazine House, 1995, ISBN 978-4838707577.
- Dzsininszei Reset Button (人生リセットボタン), Magazine House, 1995, ISBN 978-4838709090.
- Otona csopp (大人チョップ), Magazine House, 1998, ISBN 978-4838710997.
- Ródó 2-gó (労働2号), Seirin Kōgeisha, 1999, ISBN 4-88379-023-1.
- Cyborg Salaryman Mecha Afro-kun (サイボーグサラリーマンメカ・アフロくん), Magazine House, 2001, ISBN 978-4838713776.
- F.C.R., Ao Lin, 2001. ISBN 4883790835.
- Aoi Otoko no siru (青いオトコの汁), Arton, 2002, ISBN 978-4901006361.
- Mumba Hosibito (ムンバ星人), Magazine House, 2003, ISBN 978-4838714247.
- Mecha★Afro-kun (メカ★アフロくん), GentoshaBunko, 2005, ISBN 978-4344407121.
- Dame ningen grand prix ( ダメ人間グランプリ), Seirin Kōgeisha, 2007, ISBN 978-4-88379-245-0.
- Mecha★Afro-Monkey Business (メカ★アフロくん モンキービジネス編), Magazine House, 2007, ISBN 978-4838717668.
- Fudzsimi no Nippon (不死身のニッポン), Seirin Kōgeisha, 2007, ISBN 978-4883792351.
- Mecha Afro★explosion company (メカ★アフロくん 爆裂会社編), Magazine House, 2007, ISBN 978-4838717385.

### Képregények, mangák
- Gakko (学校), Garo one-shot 2005.
- IT no siru (ITの汁), a Tokyo IT Shinbun ingyenes IT magazin képsora
- Tokyo Zombie (東京ゾンビ), Seirin Kōgeisha, 1999, ISBN 4-88379-038-X.
- Dame Ningen Grand Prix (ダメ人間グランプリ), Core magazin képregénysorozata
- Sinimi no Nippon (死身のニッポン), Shuukan Gendai (週刊現代) képregénysorozata
- COOL J, J:COM korábbi kampányának képsora [5]

### Filmek
- Tokyo Zombie Gaiden (東京ゾンビ外伝), 2005.[6]
- Reckless! 2007. [7]
- Mecha Afro-kun 2010.[8]